# Скальбия
Скальбия (араб. السقيلبية‎) — город в Сирии. Расположен в мухафазе Хама в 50 км к северу-западу от её административного центра Хама. Численность населения в 2004 году составляла 17 313 жителей.

## История
Название происходит от древней Селевкии ад Белум, города эллинистического основания, который был расположен почти на том же месте. Это место было заброшено в Средние века и вновь заселено в начале 19 века. В 1860 году местные бедуинские племена напали на Скальбию.
В июле 2020 года сирийское правительство Башара Асада объявило о плане строительства точной копии собора Святой Софии в Скальбии при содействии России в качестве реакции на его превращение турецкими властями в мечеть.